# 沙雷波沃
沙雷波沃（Шары́пово）是俄羅斯克拉斯諾亞爾斯克邊疆區西部的一個城市，距區府克拉斯諾亞爾斯克414公里。2002年人口41,532人。
1981年7月31日設市。1985至1988年因前蘇聯領袖契爾年科出生在那裡而改名契爾年科。
55°32′N 89°12′E / 55.533°N 89.200°E